# Даньце
Даньце (пол. Dańce) — деревня в Влодавском повете Люблинского воеводства Польши. Входит в состав гмины Ханна. По данным переписи 2011 года, в деревне проживало 254 человека.

## География
Деревня расположена на востоке Польши, к западу от реки Западный Буг, вблизи государственной границы с Белоруссией, на расстоянии приблизительно 21 километра к северо-западу от города Влодавы, административного центра повета. Абсолютная высота — 154 метра над уровнем моря. К востоку от населённого пункта проходит региональная автодорога 816.

## История
В конце XVIII века входила в состав Брестского повета Берестейского воеводства Великого княжества Литовского.
По данным на 1827 год имелось 37 дворов и проживало 197 человек. Согласно «Справочной книжке Седлецкой губернии на 1875 год» деревня входила в состав гмины Словатыче Бельского уезда Седлецкой губернии.
В период с 1975 по 1998 годы деревня входила в состав Бяльскоподляского воеводства.

## Население
Демографическая структура по состоянию на 31 марта 2011 года:
|         | Всего | До трудоспособного возраста | Трудоспособного возраста | Старше трудоспособного возраста |
| ------- | ----- | --------------------------- | ------------------------ | ------------------------------- |
| Мужчины | 142   | 19                          | 99                       | 24                              |
| Женщины | 112   | 15                          | 60                       | 37                              |
| Всего   | 254   | 34                          | 159                      | 61                              |